# اصغرآباد (بروجرد)
اصغرآباد روستایی است از توابع شهرستان بروجرد در استان لرستان. این روستا در دهستان بردسره در بخش اشترینان این شهرستان قرار دارد.

## مردم
مردم روستای اصغراباداز طایفه ممیوندهستند ممیوند از ایلات اصیل لر زبان می‌باشد

## جمعیت
بنابر سرشماری مرکز آمار ایران، جمعیت اصغرآباد در سال ۱۳۸۵ برابر با ۶۵ نفر بوده است که از این میان ۳۷ نفر مرد و بقیه زن بوده‌اند. این روستا ۱۳ خانوار دارد.